# Гепаторенальний синдром
Гепаторенальний синдром (ГРС; англ. hepatorenal syndrome) — синдром, який проявляється ураженням нирок та розвитком ниркової недостатності у пацієнтів з хронічними захворюваннями печінки (цироз печінки, хронічний гепатит тощо).

## Класифікація ГРС
Гепаторенальний синдром I типу — виникає спонтанно, або внаслідок ускладнень, таких як спонтанний бактеріальний перитоніт (СБП), кровотеча, значне хірургічне втручання, після об'ємного парацентезу, перенасичення кровяного русла альбуміном, та характеризується швидким наростанням рівня креатиніну з перевищенням значення 220 мкмоль/л упродовж 2 тижнів. Медіана виживання пацієнтів при розвитку ГРС І типу (у випадку відсутності його регресу) становить близько 2 тижнів.
Гепаторенальний синдром II типу — виникає у пацієнтів із декомпенсацією цирозу поступово і може бути результатом резистентного асциту. Ниркова недостатність у таких хворих проявляється менше. Креатинін сироватки не перевищує 220 мкмоль/л, відмічається помірна артеріальна гіпотензія. Характеризується значнішим, але повільнішим зниженням функції нирок. Медіана виживання пацієнтів з ГРС ІІ типу (у випадку відсутності його регресу) становить 3-6 місяців.

## Предиктори розвитку ГРС
Ключову роль у розвитку гепаторенального синдрому відіграє зменшення внутрішньосудинного об'єму рідини, порушення обміну амінокислот та протеїнів внаслідок ураження печінки, резистентний асцит; швидкий рецидив асциту після парацентезу; інтенсивна діуретична терапія; зниження вмісту натрію в сечі при її малому об'ємі (олігурія); підвищення рівня сироваткового креатиніну, азоту та сечовини при осмолярності крові нижче, ніж сечі; прогресуюче зниження клубочкової фільтрації (ШКФ); гіпонатріємія; СБП; високий рівень реніну плазми крові та відсутність гепатомегалії (збільшення печінки). Як правило, відзначається систолічна артеріальна гіпотензія (менше 80 мм рт. ст.) Також загроза розвитку ГРС є значною, якщо рівень загального білірубіну становить більше 68 мкмоль/л, а креатиніну — більше 88 мкмоль/л. Вживання алкогольних напоїв, що провокує посилення печінкової недостатності, та розвиток гострого гепатиту є чинниками ризику виникнення ГРС. Електролітний дисбаланс, холестаз, застосування нефротоксичних препаратів, зокрема нестероїдних протизапальних засобів, також є чинниками ризику.

## Патогенез
Патогенез ГРС на сьогодні ще повністю не вивчений, хоча прийнято вважати, що в основі розвитку лежить комбінація портальної гіпертензії та зниження ниркового кровообігу через вазоконстрикцію ниркових судин і вазодилатацію в більшості паренхіматозних органів. Морфологічно нирки при ГРС майже не змінені. У хворих на цироз печінки та наявністю асциту, спостерігається значна втрата рідини з системного кровообігу, а також збільшується рівень глюкагону, крові який пригнічує чутливість мезентеріальних артеріол до катехоламінів та ангіотензину ІІ, що призводить до вазодилатації, та в сукупності з асцитом до зменшення системного артеріального тиску. У відповідь на це нирки компенсаторно збільшують продукцію вазоконстрикторів, які на початкових стадіях захворювання компенсують системну гіпотонію, але при прогресуванні печінкової недостатності, виникає стійка ренальна вазоконстрикція. Дефіцит кровопостачання нирок призводить до ще більшого викиду вазоконстрикторів у систему кровообігу. Системна вазодилатація патологічно активує ренін-ангіотензин-альдостеронову систему (РААС), наслідком чого виникає опосередкований ангіотензином ІІ спазм еферентних артеріол ниркового клубочка, що у відповідь забезпечує зниження виділення сечі, і з нею і продуктів життєдіяльності таких як сечовина, сечова кислота і креатинін. Дана комбінація патологічних та компенсаторних механізмів призводять до розвитку олігурії (у тяжких випадках анурії) та ниркової недостатності.

## Діагностичні критерії ГРС
- зниження кліренсу креатиніну до 40 мл/хв і нижче
- наявність портальної гіпертензії
- рівень сироваткового креатиніну більше 133 мкмоль/л
- денний діурез 500 мл і менше
- виражена печінкова недостатність
- концентрація натрію в сечі менше 10 ммоль/л
- відсутність гематурії (більше 50 еритроцитів в полі зору)
- відсутність протеїнурії вище 500 мг/добу
- відсутність вживання нефротоксичних медикаментів в анамнезі
- концентрація натрію в плазмі крові нижче 130 ммоль/л